# 狭叶牡丹
狭叶牡丹（学名：Paeonia delavayi var. angustiloba）为毛茛科芍药属下的一个变种。

## 扩展阅读
- 維基物種上的相關：狭叶牡丹